# 原亚砷酸锌
原亚砷酸锌是一种无机化合物，化学式为Zn3(AsO3)2。它在自然界中以Reinerite矿的形式存在。

## 制备
将氧化锌和偏亚砷酸钠在423K进行水热反应，有少量的氧化锌转化为β-Zn3(AsO3)2晶体。